# بيت الشامي (حبيش)

تعديل مصدري - تعديل

بيت الشامي محلة تابعة لقرية المقداحه السفلى، التابعة لعزلة جبل عميقة بمديرية حبيش إحدى مديريات محافظة إب في الجمهورية اليمنية، بلغ تعداد سكانها 42 حسب تعداد اليمن لعام 2004.